# هلن دایر
هلن دایر (انگلیسی: Helen Dyer؛ زاده ۲۶ مهٔ ۱۸۹۵ درگذشته ۲۰ سپتامبر ۱۹۹۸) یک دانشمند بود.